# Kétpó
Kétpó község Jász-Nagykun-Szolnok vármegye Mezőtúri járásában.

## Fekvése
Kétpó község Jász-Nagykun-Szolnok vármegye délkeleti részén fekszik, három város által határolt területen. Talajának nagy része réti csernozjom. Jelentős élővize nincs. Határában található a Nagykunsági főcsatorna egyik ága.
A szomszédos települések: észak felől Törökszentmiklós, északkelet felől Kuncsorba, délkelet felől Mezőtúr, dél felől Mezőhék, nyugat felől Kengyel, északnyugat felől pedig Tiszatenyő. A légvonalban mintegy 20 kilométerre fekvő Túrkevével ugyan a közigazgatási területe nem határos, de e város közelsége is befolyással van az itt lakók életére.

### Megközelítése
A település közigazgatási területén keresztülhalad a 46-os főút, de a lakott területeit az elkerüli, központjába csak az abból kiágazó 4632-es út vezet. A környező települések közül Túrkevével a 4203-as, Fegyvernekkel, Örményessel és Kuncsorbával pedig a 4204-es út kapcsolja össze.
Vasúton a MÁV 120-as számú Szolnok–Békéscsaba–Lőkösháza-vasútvonalán érhető el. Határában a vonalban két megállási pontja is van: Szolnok felől (Tiszatenyő vasútállomás után) Pusztapó megállóhely, a központban pedig Kétpó megállóhely. Ez utóbbi közvetlenül a 4632-es út mellett található, míg előbbit az abból kiágazó, 3,5 kilométer hosszú 46 347-es út szolgálja ki.

## Története
- Őskor:

Kétpó kiterjedt pusztáinak területe a történelem előtti korokban, és azt követően is még jó ideig időszakos, és állandó vizekkel borított, száraz szigetekkel csalogató lakhely volt. A védettségéből, és a halászat, vadászat és gyűjtögetés tekintetében rendkívül előnyös területéből következően nem is maradt lakatlan a terület, és már paleolitikum embere is szívesen élt a környéken. Közvetlen leletek utalnak erre a környező ásatások Kengyel, Túrkeve, Törökszentmiklós területéről.
- Ókor:

Sajnos konkrét lelet kevés lelhető fel(néhány edény törmelék, és lószerszám) ebből az időből is, mivel a település peremvidéki szerepet töltött be a szarmaták idejében, úgy mint a védelmi vonaluk a Csörsz árkának közvetlen előtere. Közvetett bizonyítékok útján valószínű viszont, hogy a térség fontos szerepet játszott Attila korában, amikor a Tisza menti központi táborhely (talán Szeged környéke) és a birodalom keleti területeinek kapcsolódásáról volt szó, hiszen Kétpó területén lehetett először északkeletnek a Kárpátok hágóinak irányába fordulni a zabolázatlan Tiszától.
- Honfoglalás kora:

Sok régészeti leletet találtak Kétpón, feltehetőleg Ond vezér törzséhez tartozó magyarok szálltak meg itt.

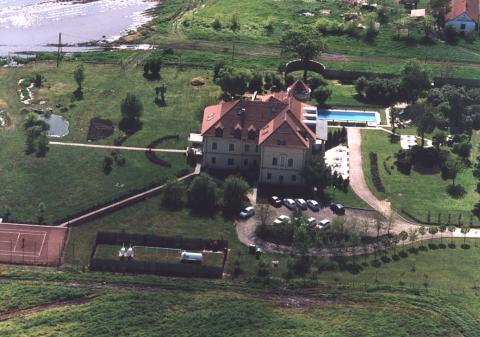
Légifelvétel

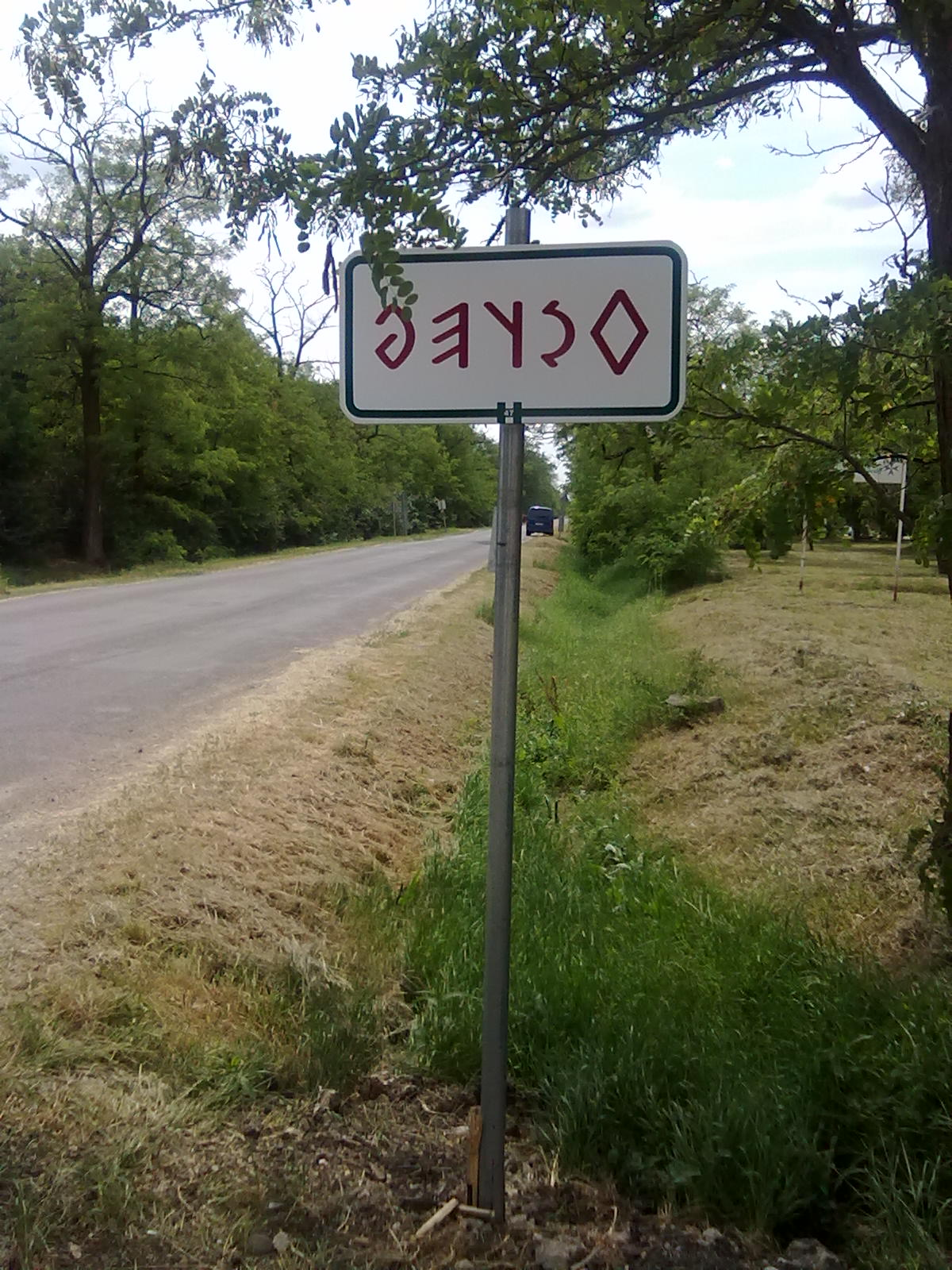
A település rovásos helynévtáblája, 2011.

A leletek tömege, és a terület volt és ma is létező településeinek nevei (Kispó, Nagypó, Pusztapó, Póhamara, Póhalma ) azt jelzik, hogy fontos szállásterület volt a település határa. Valószínűleg egy Paul, Poul, Paál, nevű nemzetség birtoka. Homály fedi pontos származását ennek a nemzetségnek, hiszen a terület főura (Ond vezér) és népei között szép számmal fedezhetjük fel a cumanokat (kunok, besenyők, úzok), és a környező településeken is vannak jelek itteni életükre. Nem bizonyított ugyan Kétpói szerepük, de a terület alig volt alkalmas a növénytermelésre a mocsaras jellege miatt, így valószínűen olyan népcsoport telepedett meg, amely az állattartással, és a halászattal biztosította fennmaradását. Adott időben pedig ezek a körülmények a besenyőkre vallanak.
Kiemelkedő régészeti lelet ebből az időből a Kétpói csésze nevű lelet, ami bizonyítja, hogy rangos törzsfői központ állt e helyen a honfoglalás idején.
- Árpád-kor: A törzsi központ hamarosan településsé szerveződött, amiről először a Váradi regestrumban tesznek említést 1208–1235 között. E szerint a vármegye egyik legrégebbi településéről beszélhetünk.

A tatárjárás e terület népességét is megritkította, amit IV. Béla 1240–42-ben a kunok betelepítésével orvosolt. Kétpó területe ekkor a kun szállások egyik legdélebbi pontja (eltekintve Kunszentmártontól), aminek a későbbi vallási berendezkedésben lesz szerepe.
A 14-15. század fordulóján Luxemburgi Zsigmondnak szüksége volt a török elleni harchoz Nándorfehérvárra, így elcserélte azt többek között a Kétpói területek fejében. A birtok ura Brankovics György rác despota lett, aki jelentős számban telepített a területre szerb, délszláv családokat. Ebben az időben már két települést tartanak nyilván Kispó és Nagypó néven.
A betelepítésükkel együtt vált mind dominánsabbá a területen a földművelés.
- Török idők: Településünk területe a törökszentmiklósi vár fennhatósága és adófizetése alá tartozott, és feljegyeztetett, hogy mindkét falunak áll a temploma, és kb. 2-300 lakos élt bennük.

A törökök folyamatos zaklatása, és a velük együtt harcoló tatár hadak hatására lassan elnéptelenedett a vidék, amit szinte teljessé tett a tizenöt éves háború 1591 és 1606 között. Az elmenekült lakosság csak a békekötés után kezdett visszaszivárogni, de a települések területét már pusztaként tartják nyilván. További veszteségeket okozott, hogy a Rákóczi-szabadságharc bukásával egyidőben a fejedelemhez hű lakosság jelentős részét áttelepítik Rakamazra.

## Vallás
Kétpó a vallás tekintetében a Nagykunság többi településével azonos utat járt be, ami szerint a római katolicizmus nehezen vert gyökeret, jellemzőbb volt a keleti kereszténység, amit ráadásul a délszláv betelepítés tovább erősített. Ennek lehet következménye a reformáció korában a katolicizmus újult elutasítása, és a református hit gyors terjedése. Igaz ez a teljes nagykun területre, mégis a szervesen nehezen kapcsolódó Kunszentmárton kivételével.

## Pusztai időszak
A XVII-XIX. században Kétpó területe Mezőtúrhoz csatoltan pusztaként volt nyilvántartva. Miután Mezőtúr bár szorosan beékelődött a nagykun települések mellé, de maga nem tartozott közéjük, így Kétpó hagyományai is gyengültek e tekintetben. Következménye volt ez annak, hogy mint már említettük, a terület a mocsaras Berettyó melletti területeket megkerülő közlekedési vonal kulcspontja volt, így az elmúlt évszázadok minden irtását-dúlását el kellett viselnie.

## Tanyarendszer
A puszta az állattartás alapintézménye volt a történelem során, az állattartás pedig a szállások, tanyák kialakulásának mozgatója. Mivel Mezőtúr környékén is fokozatosan modernizálódott és erősödött az állattartás, majd megjelentek a várostól távoli területeken is a földművesek, így a tanyarendszer is robbanásszerűen fejlődött. A pói puszta újra benépesült, lakói főleg zsellérek, uradalmi cselédek, summások voltak.
A XIX. század végére a tanyás területek a gazdálkodás helye szerinti bokrokba szerveződtek, így kialakultak a mai Kétpó jelentősebb külterületi részei is. (Csali, Csikós-tanya, Keserű falu, Cukorgyár, Mészéros, Dérczi-tanya, Demepó, Csugarpart). 1952-ben e tanyákon élőkből (közel 4000 fő) alakították ki a mai Kétpó települést, mintegy 1400 beköltöző lakossal. Az 1728. évi összeírás szerint a két puszta (Kis-, és Nagypó) határát semmiféle határjel nem különítette el egymástól, hanem együttesen használták. Földjei igen jó termőnek számítottak, mert az átlagos háromszoros helyett minden elvetett köbölnyi mag után ötszörös termést eredményeztek. A legelőn akár 400 állatot is tarthattak, de folyóvíz híján itatásukhoz kutakat kellett ásniuk.
A múlt század végétől kezdődően a pói uradalmakban az állattenyésztés igen magas színvonalra emelkedett. Megyeszerte híresek voltak gróf Almásy Imre szimmentáli-, magyar és borzderes fajta szarvasmarhái.
A település kulturális, és kommunális helyzete nemcsak a művelődési ház, üzletek, utak, villanyhálózat, vízvezeték építése révén változott. A községben élők igyekeznek saját otthonukat is szebbé varázsolni. Egyre többen költöznek be a tanyákról – 1945-től 1960-ig 128 új családi ház épült – az orvosi ellátást, a jó közlekedést és sok más kedvező feltételt biztosító új, egyre fejlődő Kétpóra.

## Vasút
Kétpót viszonylag hamar bekapcsolták a vasúti hálózatba. 1859-ben készült el az Aradig vezető vonal, melynek egyik állomása Pusztapó volt. A múlt század végén már távírdával és postával rendelkezett.

## Közélete

### Polgármesterei
- 1990–1994: Gyarmati László (független)[3]
- 1994–1998: Boldog István (Fidesz)[4]
- 1998–2002: Boldog István (Fidesz)[5]
- 2002–2006: Boldog István (Fidesz)[6]
- 2006–2010: Boldog István (Fidesz)[7]
- 2010–2014: Boldog István (Fidesz-KDNP)[8]
- 2014–2019: Keresztes Péter Pál (Fidesz-KDNP)[9]
- 2019–2024: Virágné Lukács Gabriella (független)[10]
- 2024– : Virágné Lukács Gabriella (független)[1]

## Népesség
A település népességének változása:
| Lakosok száma | 723  | 700  | 661  | 644  | 554  | 560  | 567  |
|               | 2013 | 2014 | 2017 | 2021 | 2022 | 2023 | 2024 |

2001-ben a település lakosságának közel 100%-a magyar nemzetiségűnek vallotta magát.
A 2011-es népszámlálás során a lakosok 88,4%-a magyarnak, 0,7% románnak mondta magát (11,6% nem nyilatkozott; a kettős identitások miatt a végösszeg nagyobb lehet 100%-nál). A vallási megoszlás a következő volt: római katolikus 7,6%, református 17,3%, evangélikus 0,3%, felekezeten kívüli 56,7% (17,4% nem nyilatkozott).
Kétpó 2019 becsült népessége 652 fő.
2022-ben a lakosság 93,5%-a vallotta magát magyarnak, 1,3% németnek, 0,7% cigánynak, 0,4% románnak, 0,2% bolgárnak, 2,3% egyéb, nem hazai nemzetiségűnek (6,3% nem nyilatkozott; a kettős identitások miatt a végösszeg nagyobb lehet 100%-nál). Vallásuk szerint 17% volt református, 5,4% római katolikus, 0,5% evangélikus, 0,2% görög katolikus, 0,9% egyéb keresztény, 1,1% egyéb katolikus, 48,4% felekezeten kívüli (26,5% nem válaszolt).

## Nevezetességei
- Almásy-kastély[15]
- Magyarországot ábrázoló történelmi emlékpark
- Hét honfoglaló vezér szobra[16]